# Альфий, Филадельф и Кирин
Альфий, Филадельф и Кирин (умерли ок. 251 года) — мученики Сицилийские. День памяти — 10 мая.
Святые Альфий (Alfio), Филадельф (Filadelfo) и Кирин (Cirino) были мучениками, согласно византийскому преданию южной Италии. Они были тремя братьями из Васте (Vaste), епархия Отранто, которые претерпели мучения вместе со своей сестрой Бенедиктой во времена правления императора Деция Траяна, о чём известно из Актов мученичества св. Альфия, написанного бенедиктинцами. 
Согласно этим Актам святые Альфий, Фиаладельф и Кирин, возрастом от девятнадцати лет до двадцати одного года, и сестра их Бенедикта были схвачены во время гонений на христиан. Их доставили в Поццуоли, что около Неаполя, где один из схваченных, Онисим, был казнён. Братьев же перевезли в Сицилию, где они были умучены в Лентини, городе, святыми покровителями которого они ныне почитаются. Альфию вырвали язык, Филадельфа сожгли, а Кирина сварили заживо.